# Les Arcanes
Pour les articles homonymes, voir Arcane.
Publié en 1927, Les Arcanes est le second des deux poèmes cosmologiques d'Oscar Milosz, le premier étant Ars Magna (1924).
Lors de la publication des Arcanes, Milosz déclare que sa période poétique est terminée et que la période « scientifique » de son travail commence. En 1938, Milosz n'a écrit qu'un seul autre poème, le court Le Psaume de l'étoile du matin.